# 坂本功
坂本 功（さかもと いさお、1943年6月9日 - ）は、建築工学者、東京大学名誉教授。
徳島県麻植郡鴨島町（現吉野川市）生まれ。1966年東京大学工学部建築学科卒業。1971年同大学院博士課程修了、「建物の地震入力に関する研究」で東京大学工学博士。一級建築士。1971年建設省建築研究所研究員、1973年東京大学工学部講師、助教授、工学系研究科建築学専攻教授。2004年定年退官、名誉教授、慶應義塾大学教授。2009年退職。専門は建築構造学、耐震工学、木造建築。2024年、瑞宝中綬章受章。

## 著書
- 『地震に強い木造住宅』工業調査会 1997
- 『木造建築を見直す』岩波新書 2000

### 共著・監修
- 『物理学への招待』米満澄,佐藤英行共著 開成出版 1980
- 『日本の木造住宅の100年』監修 日本木造住宅産業協会 2001
- 『木造住宅構法 新版』編著 松留愼一郎,片岡泰子著 市ヶ谷出版社 2003
- 『五重塔のはなし』浜島正士共監修 建築資料研究社 2010

## 論文
- 坂本功